# بي كاب
بي كاب (بالإنجليزية: WinPcap)‏ هي صناعة أداة موحدة لربط شبكة طبقة الوصول في بيئات عمل ويندوز : فهو يسمح للتطبيقات لالتقاط وإرسال حزم الشبكة تجاوز مكدس البروتوكول، ولديها ميزات إضافية مفيدة، بما في ذلك نواة المستوى تصفية الحزمة، وهي شبكة إحصاءات محرك والدعم لالتقاط حزم النائية. يتكون من السائق، الذي يمتد على نظام التشغيل لتوفير ذات المستوى المنخفض الوصول إلى الشبكة، والمكتبة التي يتم استخدامها لسهولة الوصول إلى المستوى المنخفض طبقات الشبكة. هذه المكتبة كما يحتوي على نسخة من ويندوز المعروفة libpcap يونكس API. وذلك بفضل مجموعة من المزايا وWinPcap هو التقاط حزم وتصفية المحرك المصدر المفتوح العديد من الأدوات والشبكة التجارية، بما في ذلك محللات البروتوكول، وترصد الشبكة، وشبكة أنظمة الكشف عن التطفل، المتشممون، والمولدات الكهربائية والاتجار بها واختبار الشبكة. بعض من هذه الأدوات، مثل أثيري، Nmap ، الشخير، WinDump ، ntop معروفة وتستخدم الشبكات في جميع أنحاء المجتمع. المثبت قادرة على كشف Beta1 صدر حديثا من مايكروسوفت ويندوز فيستا، وتثبيت WinPcap بشكل صحيح.